# Nåsjön
Nåsjön är en sjö i Strömsunds kommun i Jämtland och ingår i Ångermanälvens huvudavrinningsområde. Sjön har en area på 3,08 kvadratkilometer och ligger 469,1 meter över havet. Sjön avvattnas av vattendraget Nåsjöbäcken.

## Delavrinningsområde
Nåsjön ingår i det delavrinningsområde (716306-146842) som SMHI kallar för Utloppet av Nåsjön. Medelhöjden är 521 meter över havet och ytan är 12,86 kvadratkilometer. Räknas de 5 avrinningsområdena uppströms in blir den ackumulerade arean 27,93 kvadratkilometer. Nåsjöbäcken som avvattnar avrinningsområdet har biflödesordning 4, vilket innebär att vattnet flödar genom totalt 4 vattendrag innan det når havet efter 265 kilometer. Avrinningsområdet består mestadels av skog (72 procent). Avrinningsområdet har 3,08 kvadratkilometer vattenytor vilket ger det en sjöprocent på 23,9 procent.